# International Space University
International Space University (ISU) är ett universitet i Illkirch-Graffenstaden, Frankrike. Det grundades som en internationell institution för högre utbildning, engagerad i utvecklingen av yttre rymden för fredliga syften genom internationell och tvärvetenskaplig utbildning och forskning. Det är en icke-vinstdrivande tvärvetenskapligt universitet som grundades 1987.